# Odontoperas aureomixta
Odontoperas aureomixta är en fjärilsart som beskrevs av Sergius G. Kiriakoff 1959. Odontoperas aureomixta ingår i släktet Odontoperas och familjen tandspinnare. Inga underarter finns listade i Catalogue of Life.